# Pascal Klemens
Pascal Klemens (Berlino, 23 gennaio 2005) è un calciatore tedesco, difensore o centrocampista dell'Hertha Berlino.

## Carriera

### Club
È cresciuto nel settore giovanile dell'Hertha Berlino, con cui dopo aver giocato alcune partite con la squadra riserve ha debuttato il 27 maggio 2023 giocando titolare l'ultima giornata di Bundesliga vinta 2-1 contro il Wolfsburg. Due giorni più tardi ha firmato il suo primo contratto professionistico valido fino al 2028.
La stagione successiva, con il club retrocesso in 2. Bundesliga, ha iniziato a giocare con maggior frequenza ed il 24 novembre 2023 ha segnato il suo primo gol nel pareggio esterno per 2-2 contro l'Hannover 96.

### Nazionale
Ha giocato nelle nazionali giovanili tedesche Under-17, Under-18 e Under-19.

## Statistiche

### Presenze e reti nei club
Statistiche aggiornate al 19 gennaio 2025.
| Stagione        | Squadra           | Campionato      | Campionato | Campionato | Coppe nazionali | Coppe nazionali | Coppe nazionali | Coppe continentali | Coppe continentali | Coppe continentali | Altre coppe | Altre coppe | Altre coppe | Totale | Totale | Totale |
| Stagione        | Squadra           | Comp            | Pres       | Reti       | Comp            | Pres            | Reti            | Comp               | Pres               | Reti               | Comp        | Pres        | Reti        | Pres   | Reti   |        |
| --------------- | ----------------- | --------------- | ---------- | ---------- | --------------- | --------------- | --------------- | ------------------ | ------------------ | ------------------ | ----------- | ----------- | ----------- | ------ | ------ | ------ |
| 2022-2023       | Hertha Berlino II | RL              | 1          | 0          | -               | -               | -               | -                  | -                  | -                  | -           | -           | -           | 1      | 0      |        |
| 2023-2024       | Hertha Berlino II | RL              | 1          | 0          | -               | -               | -               | -                  | -                  | -                  | -           | -           | -           | 1      | 0      |        |
| 2024-2025       | Hertha Berlino II | RL              | 2          | 1          | -               | -               | -               | -                  | -                  | -                  | -           | -           | -           | 2      | 1      |        |
| 2022-2023       | Hertha Berlino    | BL              | 1          | 0          | CG              | 0               | 0               | -                  | -                  | -                  | -           | -           | -           | 1      | 0      |        |
| 2023-2024       | Hertha Berlino    | 2L              | 22         | 1          | CG              | 3               | 0               | -                  | -                  | -                  | -           | -           | -           | 25     | 1      |        |
| 2024-2025       | Hertha Berlino    | 2L              | 17         | 0          | CG              | 3               | 0               | -                  | -                  | -                  | -           | -           | -           | 20     | 0      |        |
| Totale carriera | Totale carriera   | Totale carriera | 56         | 2          |                 | 6               | 0               |                    | -                  | -                  |             | -           | -           | 62     | 2      |        |